# Велика Гора (Преграда)
46°10′ пн. ш. 15°41′ сх. д. / 46.17° пн. ш. 15.69° сх. д.
Велика Гора (хорв. Velika Gora) — населений пункт у Хорватії, у Крапинсько-Загорській жупанії у складі міста Преграда.

## Населення
Населення за даними перепису 2011 року становило 86 осіб.
Динаміка чисельності населення поселення:

## Клімат
Середня річна температура становить 9,84 °C, середня максимальна – 23,77 °C, а середня мінімальна – -6,22 °C. Середня річна кількість опадів – 1073 мм.
| Клімат поселення                              | Клімат поселення | Клімат поселення | Клімат поселення | Клімат поселення | Клімат поселення | Клімат поселення | Клімат поселення | Клімат поселення | Клімат поселення | Клімат поселення | Клімат поселення | Клімат поселення | Клімат поселення |
| Показник                                      | Січ.             | Лют.             | Бер.             | Квіт.            | Трав.            | Черв.            | Лип.             | Серп.            | Вер.             | Жовт.            | Лист.            | Груд.            |                  |
| Середній максимум, °C                         | 5,65             | 7,48             | 11,58            | 15,90            | 20,68            | 23,77            | 23,44            | 22,89            | 18,98            | 13,84            | 8,27             | 4,28             |                  |
| Середня температура, °C                       | −0,3             | 1,53             | 5,64             | 9,98             | 14,76            | 17,86            | 19,60            | 19,05            | 15,15            | 9,98             | 4,43             | 0,44             |                  |
| Середній мінімум, °C                          | −6,22            | −4,4             | −0,29            | 4,03             | 8,83             | 11,91            | 15,74            | 15,21            | 11,31            | 6,14             | 0,58             | −3,4             |                  |
| Норма опадів, мм                              | 49               | 54               | 71               | 78               | 94               | 130              | 106              | 107              | 108              | 103              | 99               | 74               |                  |
| Середньомісячна швидкість вітру, м/с          | 1.60             | 1.80             | 2.19             | 2.12             | 2.02             | 1.82             | 1.79             | 1.60             | 1.52             | 1.61             | 1.72             | 1.67             |                  |
| Середньомісячна сонячна радіація, кДж/м²·день | 4071             | 6765             | 10408            | 14710            | 18666            | 20434            | 21205            | 18590            | 13637            | 8485             | 4484             | 3218             |                  |
| --------------------------------------------- | ---------------- | ---------------- | ---------------- | ---------------- | ---------------- | ---------------- | ---------------- | ---------------- | ---------------- | ---------------- | ---------------- | ---------------- | ---------------- |
| Джерело:                                      |                  |                  |                  |                  |                  |                  |                  |                  |                  |                  |                  |                  |                  |